# Drosophila bifilum
Drosophila bifilum är en tvåvingeart som beskrevs av Frota-pessoa 1954. Drosophila bifilum ingår i släktet Drosophila och familjen daggflugor.
Artens utbredningsområde är Brasilien.